# Депетрис-Демай, Мари-Шанталь
Мари-Шанталь Депетрис-Демай (фр. Marie-Chantal Depetris-Demaille; 17 декабря 1941, Сен-Фрембо — 18 февраля 2025, Авиньон) — французская фехтовальщица-рапиристка, чемпионка мира 1971 года, участница трёх Олимпийских игр (1964, 1968 и 1972).

## Биография
Родилась в 1941 году.

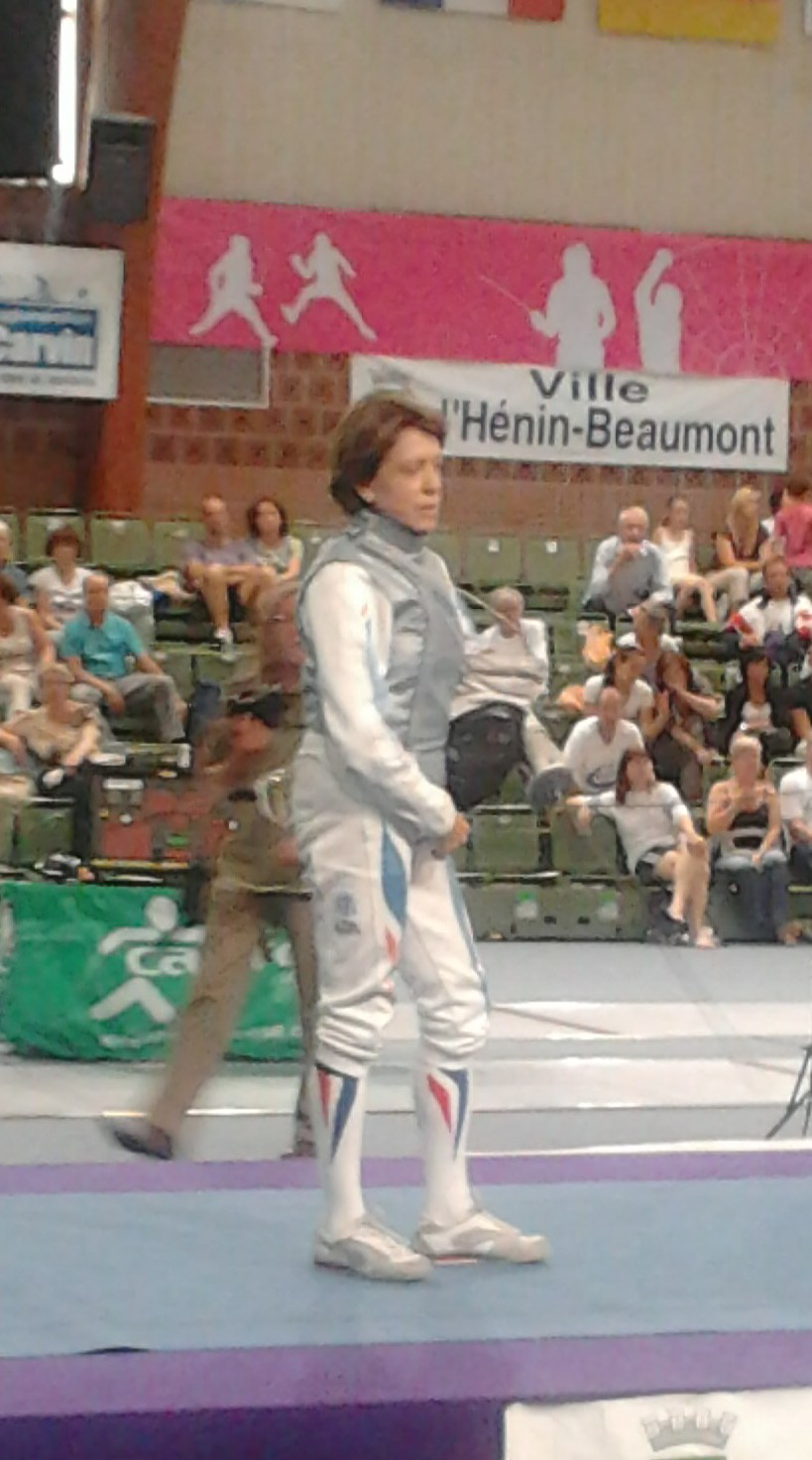
2011 год

В 1964 году приняла участие в Олимпийских играх в Токио, но там французские рапиристки стали лишь 6-ми. В 1966 году стала обладательницей бронзовой медали чемпионата мира.
В 1968 году приняла участие в Олимпийских играх в Мехико, но там французские рапиристки заняли лишь 4-е место, уступив по дополнительному показателю в матче за третье место команду Румынии. На чемпионате мира 1970 года стала обладательницей бронзовой медали. В 1971 году стала чемпионкой мира и завоевала золотую медаль Средиземноморских игр в Измире.
В 1972 году на Олимпийских играх в Мюнхене французские рапиристки были 6-ми в командном первенстве, а в личном первенстве Депетрис-Демай была близка к медали. В финальной группе фехтовали 6 спортсменок. Антонелла Раньо-Лонци одержала 4 победы при 1 поражении и завоевала золото. Ильдико Фаркашински, Галина Горохова и Депетрис-Демай одержали по 3 победы при 2 поражениях. При этом в личных встречах Депетрис-Демай победила и Фаркашински, и Горохову, но для определения победителя использовалось общее соотношение успешных уколов по всех матчах финальной группы, и по этому показателю Депетрис-Демай осталась только 4-й.
Не прекратила занятий фехтованием, несмотря на преклонный возраст, и в 2012 году выиграла чемпионат мира среди ветеранов.
Депетрис-Демай умерла 18 февраля 2025 года в Авиньоне в возрасте 83 лет.